# 野村正二郎
野村 正二郎（のむら しょうじろう、旧姓：杉村（すぎむら）、1905年4月4日 - 1975年1月15日）は、大阪府大阪市出身の科学者、大学教授およびサッカー選手。男爵。

## 経歴
父は杉村倉庫創業者の杉村正太郎、弟は阪急電鉄常務を務めた杉村正三郎であり、大阪商工会議所初代会頭の五代友厚が母方の祖父に当たる。
大阪府立天王寺中学校（現：大阪府立天王寺高等学校）を卒業後、早稲田大学に入学してア式蹴球部に所属。在学中の1927年に第8回極東選手権大会のサッカー日本代表に選出され、8月27日の中華民国代表で代表初出場を果たした。
男爵を叙爵した野村維章を祖とする野村家に大学を卒業する前に養子に入って野村姓に改名し、1928年2月2日に男爵を襲爵した。
1929年に早稲田大学理工学部機械工学科を卒業。その後は日本蹴球協会（現：日本サッカー協会）（JFA）の役員を務めて、理事や審判統制委員を歴任した。また、1938 FIFAワールドカップを現地で視察し、日本人として最初となるW杯に関する報告書を作成した。
文部省に入省して大学学術局視学官などを歴任。1950年代から著述活動も開始した。1960年には後に上智大学理工学部の初代部長となる田中敬吉からの要請を受けて、1962年の理工学部創設時より同大学教授に就任した。
1975年1月15日、東京都文京区の日本医科大学付属病院で心筋梗塞により死去した。なお、死去した1月15日に従四位に叙され、1月31日に勲五等に叙され双光旭日章を受章した。

## 代表歴

### 出場大会
- 第8回極東選手権競技大会

### 試合数
- 国際Aマッチ 1試合 0得点 (1927)

| 日本代表 | 国際Aマッチ | 国際Aマッチ |
| 年       | 出場        | 得点        |
| -------- | ----------- | ----------- |
| 1927     | 1           | 0           |
| 通算     | 1           | 0           |

### 出場
| No. | 開催日         | 開催都市 | スタジアム | 対戦相手 | 結果 | 監督 | 大会       |
| --- | -------------- | -------- | ---------- | -------- | ---- | ---- | ---------- |
| 1.  | 1927年08月27日 | 上海     |            | 中華民国 | ●1-5 |      | 極東選手権 |

## 著書
- 野村正二郎, 木平孝男『高校生の物理実験』オーム社、1952年6月。 NCID BN05751094。
- 野村正二郎, 沼田真『生物の指導の工夫』東洋館出版社、1957年。 NCID BN03948611。
- 野村正二郎, 新海勝良『物質の変化の指導の工夫』東洋館出版社、1957年。 NCID BN03948214。
- 野村正二郎, 伊神大四郎『電気・通信の指導の工夫』東洋館出版社、1957年8月。 NCID BA47301172。
- 野村正二郎, 伊神大四郎『機械と道具の指導の工夫』東洋館出版社、1958年2月。 NCID BN14832856。
- 野村正二郎, 米山芳成『地球の姿の指導の工夫』東洋館出版社、1959年4月。 NCID BA48238774。
- 野村正二郎, 米山芳成『天体の指導の工夫』東洋館出版社、1958年4月。 NCID BN16081200。
- D.W.Ver Planck, B.R.Teare,Jr 著、野村正二郎 訳『エンジニアリングアナリシス：工学問題の解き方』丸善、1958年6月20日。ISBN 4621027247。
- 野村正二郎『機械のしくみ』国土社、1965年10月。 NCID BA42720349。

## 親族
- 先妻:季子（田健治郎四女）[9]
- 後妻:喜久子（武田額三長女）[9]
- 長男:維男[9]